# Mónus Áron
Mónus Áron (1934 – ) magyar író, egykori egyetemi oktató, aki Hódmezővásárhelyen él. Szabadidejében könyveket írt, amelyeknek fő témája a zsidóság, szabadkőművesség és az ezzel összefüggésbe hozható csoportok, emberek.

## Élete
Hódmezővásárhely közelében született egy tanyán, amelynek még tulajdonosa. Elődei református köznemesek voltak. A második világháború után a szocializmus elől nyugatra emigrált, élt többek között Svédországban, a Dél-afrikai Köztársaságban, Franciaországban és Svájcban is.
Franciaországban a Rennesi Egyetem Természettudományi Karán, majd a Párizsi Egyetem Reimsi Természettudományi Karán matematikát tanított. Ezt követően a Párizsi Nemzeti Bányaipari Főiskola Számítástechnikai Központjában volt tudományos tanácsos. A Párizsi Terménytőzsdén némi vagyonra tett szert, amit később visszaforgatott magyarországi termőföldvásárlásba. 1984 és 1988 között Genfben élt, állítása szerint ez idő tájban titkosügynökök keresték a könyveihez gyüjtött adatok miatt.
Ezután 1988-ban hazatért Magyarországra és Hódmezővásárhely környékén vásárolt 70 hektáros területet, jelenleg is itt él. Idejét azóta egyre inkább az írásnak szenteli, főleg történelmi témájú, illetve a szabadkőműves páholyokkal és zsidósággal, cionizmussal kapcsolatos műveket ír, illetve fordít.

## Közéleti tevékenysége
Még 1994-ben a Nap TV Kinn, padon című műsorában szerepelt, mikor is azon kijelentésére, hogy a kis zsidók haláláért a Hitlert támogató tehetős, szabadkőműves zsidók a felelősek, a MAZSIHISZ feljelentette Mónust közösség elleni izgatás vádjával, de a Fővárosi Bíróság Mónusnak adott igazat, és jogerősen megrovásban részesítette Zoltai Gusztávot, a szervezet akkor vezetőjét, illetve Kertész Péter szóvívőt.
2001-ben az akkor még csak Elender-tulajdonos Kóka Jánossal szemben nyert egy kártérítési pert, mivel az levetette Mónus egyik Mein Kampfot reklámozó oldalát az internetről. A bíróság vagyoni és nem vagyoni kártérítést is megítélt a felperesnek.
Mónust időszakonként hívják művei tárgyában előadni, Szegeden tartott egy vihart kavart előadást, ahol többek között szabadkőművesnek nevezte Orbán Viktort, Szulejmán szultánt, Lenint, valamint Sztálinon át Horn Gyulát, illetve Kuncze Gábort is. Ellene antirasszisták tiltakoztak is.
2003 január 6-án feljelentést tett a Hódmezővásárhelyi Városi Ügyészségen Kertész Imre irodalmi Nobel-díjas magyar író ellen  közösség elleni izgatás bűntettének alapos gyanúja miatt. Mónus szerint Kertész Imre – a feljelentésben következetesen holocaust-iparművészként aposztrofálja – felelősségre vonja a zsidókat 1945 előtt ért sérelmekért az összes magyart, azokat is, akik 1945 után születtek. Ehhez 2 cikket ad meg forrásnak.
"A MAGYAR DEMOKRATA című hetilap több száma beszámolt arról, hogy Kertész Imre nagy nyilvánosság előtt gyűlöletet kelt a magyar nemzet ellen. Két cikkre emlékeztetek többek között: az egyik Molnár Balázs cikke a hetilap 2002/46. számában, 32–33. oldal, melynek címe: Kertész nem diszkriminál, alcíme: “A magyarok még mindig nem szembesültek a holokauszttal”; a másik cikk e hetilap 2002/51–52. számában jelent meg az 57. oldalon Szalay Károly tollából, „Egy nép sorstalansága” címmel."
Ugyanezen feljelentéshez tartozik: (II) ismeretlen tettesek ellen közösség elleni izgatás bűntettének alapos gyanúja miatt, akik Hódmezővásárhelyen szélesítették Kertész Imre gyűlöletkeltő tevékenységét
"Hódmezővásárhely Önkormányzatának vezetői több millió forintot költöttek közpénzből arra, hogy a helyi középiskolás diákoknak Kertész Imre Sorstalanság című könyvének egy-egy példányát ajándékozzák... A városvezetés ezzel felszította Hódmezővásárhelyen a Kertész Imre által gerjesztett magyarellenes gyűlöletet...A fentiek értelmében fennáll annak alapos gyanúja, hogy ismeretlen városi vezetők elkövették a közösség elleni izgatás bűntettét. A nyomozás feladata annak megállapítása, hogy a várost irányító zsidó ügyvéd felbujtására követték-e el ezt a bűncselekményt.Azok, akik Hódmezővásárhely kulturális életét irányítani vélik, és részt vesznek Kertész Imre izgatásának hangszerelésében a magyar nemzet ellen, nem irányítók, hanem a hatalom elvtelen szolgái."
A feljelentés harmadik pontja : (III) ismeretlen tettesek ellen hűtlen kezelés bűntettének alapos gyanúja miatt
"Fennáll az alapos gyanúja annak, hogy Hódmezővásárhely Önkormányzatának bizonyos, számomra ismeretlen vezetői, akik több millió forintot dobtak ki Kertész Imre Sorstalanság című könyvének több ezer példányáért, elkövették a hűtlen kezelés bűntettét... Hűtlen kezelés helyett lehetett volna a könyvből egy-egy példányt vásárolni az oktatási intézmények könyvtárai számára, de azt is csak akkor, ha a könyv adatokat, pontos ismereteket, nem egy holocaust-iparművész kitalált történeteit tartalmazná. "
2004 novemberében Mónus feljelentette Gyurcsány Ferenc miniszterelnököt hazaárulás valamint egyéb más nyolc vádpont alapján, mivel véleménye szerint a Nemzeti Tankönyvkiadó eladása csak a „holokausztipar” érdekeit szolgálja.
Legutóbb a Magyar Gárda perének kapcsán került előtérbe, mikor is beavatkozóként jelentkezett az alperes oldalán. A bíróságon kifejtette, hogy 2007-ben ötször törtek be a tanyájára, és a rendőrség nem találta meg a tetteseket, míg szerinte a gárda kileshette volna a tolvajokat. Mónus a bíróság többszöri felszólítására sem fejezte be mondandóját, hosszan beszélt az általa fordított Mein Kampfról, hogy több példányát lefoglalta a rendőrség, és emiatt azt csak Soros György boltjában drágábban lehet kapni. Szólt még más, a világméretű zsidó összeesküvésről szóló könyveiről, illetve az ellene folyó eljárásokról. Végezetül kijelentette, hogy „Nekem tehát személyes érdekem fűződik a Magyar Gárda fennmaradásához!” Ugyanitt kezdeményezte a magyarországi szabadkőműves páholyok, illetve a MAZSIHISZ feloszlatását is.
2009-ben a Fővárosi Bíróság jogerős ítéletében 50 000Ft kártérítésre és két példány beszolgáltatására kötelezte a Mein Kampf törvénytelen kiadásáért.

## Művei
- Aron Monus: Les secrets de l'empire nietzschéen. Essai historique; Interseas Editions, Santon (Isle of Man), 1992
- Összeesküvés: A Nietzschei Birodalom – A szabadkőműves bűnszövetkezet (magyar, német és francia nyelven)
- Összeesküvés. A Nietzschei Birodalom. A szabadkőműves bűnszövetkezet. Történelmi tanulmány; 2. jav. kiad.; Interseas, Santon (Isle of Man)–Hódmezővásárhely, 1994
- Aron Monus: Verschwörung. Das Reich von Nietzsche. Historische Studie. Die Verbrecherbande der Freimaurer; Interseas, Santon (Isle of Man)–Hódmezővásárhely, 1994

### Fordítások
- Adolf Hitler: Harcom (Mein Kampf) (németből)
- Roger Garaudy: Az izraeli politikát megalapozó mítoszok
- Cion bölcseinek jegyzőkönyvei
- François Trocase: Ausztria–Magyarország lerombolása a zsidóság és a szabadkőművesség által
- Jérôme és Jean Tharaud: Zsidó uralom Magyarországon Cion Bölcseinek Jegyzőkönyvei alapján
- Herzl Tivadar (hamisan feltüntetett szerző!): A zsidó világgyarmat programja

## Külső hivatkozás
- Mónus Áron honlapja